# پناهگاه خواجه‌برج‌بلند
منطقه حفاظت‌شده خواجه‌برج‌بلند (انگلیسی: Hojaburjybelent Sanctuary) یک منطقه حفاظت‌شده در ترکمنستان است.
خواجه‌برج‌بلند بخشی است از منطقه حفاظت‌شده طبیعی کویتن‌داغ.